# Can Rovell
Can Rovell és una obra del municipi de Sant Boi de Llobregat (Baix Llobregat) inclosa en l'Inventari del Patrimoni Arquitectònic de Catalunya.

## Descripció
Es tracta d'una casa senyorial, historicista, harmonitzada amb la veïna Can Castells, construïda a continuació d'ella, i possiblement pel mateix autor. És de planta quadrada, amb terrat i torre mirador, a la que s'accedeix des de l'interior, coronada per una petita teulada en forma de cúpula recoberta d'escates de ceràmica i amb un floró de terra cuita al capdamunt. Els mateixos materials es repeteixen en tots els motius ornamentals de la casa, en la barana del balcó de terra cuita amb ornamentació de ceràmica de colors i uns florons com els de la torre que coronen les pilastres de la reixa del jardí. En contrast és de gran sobrietat la resta de l'edifici, sense abandonar les línies rectes en portes i finestres i tenint com a única decoració unes franges horitzontals que remarquen els nivells de la casa.

## Història
Aquesta casa es va començar a construir immediatament després de Can Castells, que està just al costat. També pertanyia al Sr. Lluís Castells, encara hi vivien uns nebots seus. A la part del jardí que toca a la biblioteca municipal, hi ha una porta ara fermada que permetia el pas entre els dos habitatges.